# Pakamägi
Pakamägi, Kurese Pakamägi nebo také Kurese Pakamäe linnusasula je vápencový skalní výchoz/útes/kopec, zaniklé pravěké hradiště a archeologická lokalita u vesnice Kurese v obci Lääneranna v kraji Pärnumaa v Estonsku.

## Další informace
Podle archeologického průzkumu z července 2015, je zřejmé, že na biohermické vyvýšenině se ve střední době bronzové nacházelo malé opevněné hradiště. Hradiště bylo ze tří stran obklopeno valy a z jedné strany tvořil přirozenou ochranu sráz. Místo je od roku 2018 památkově chráněno.

## Galerie

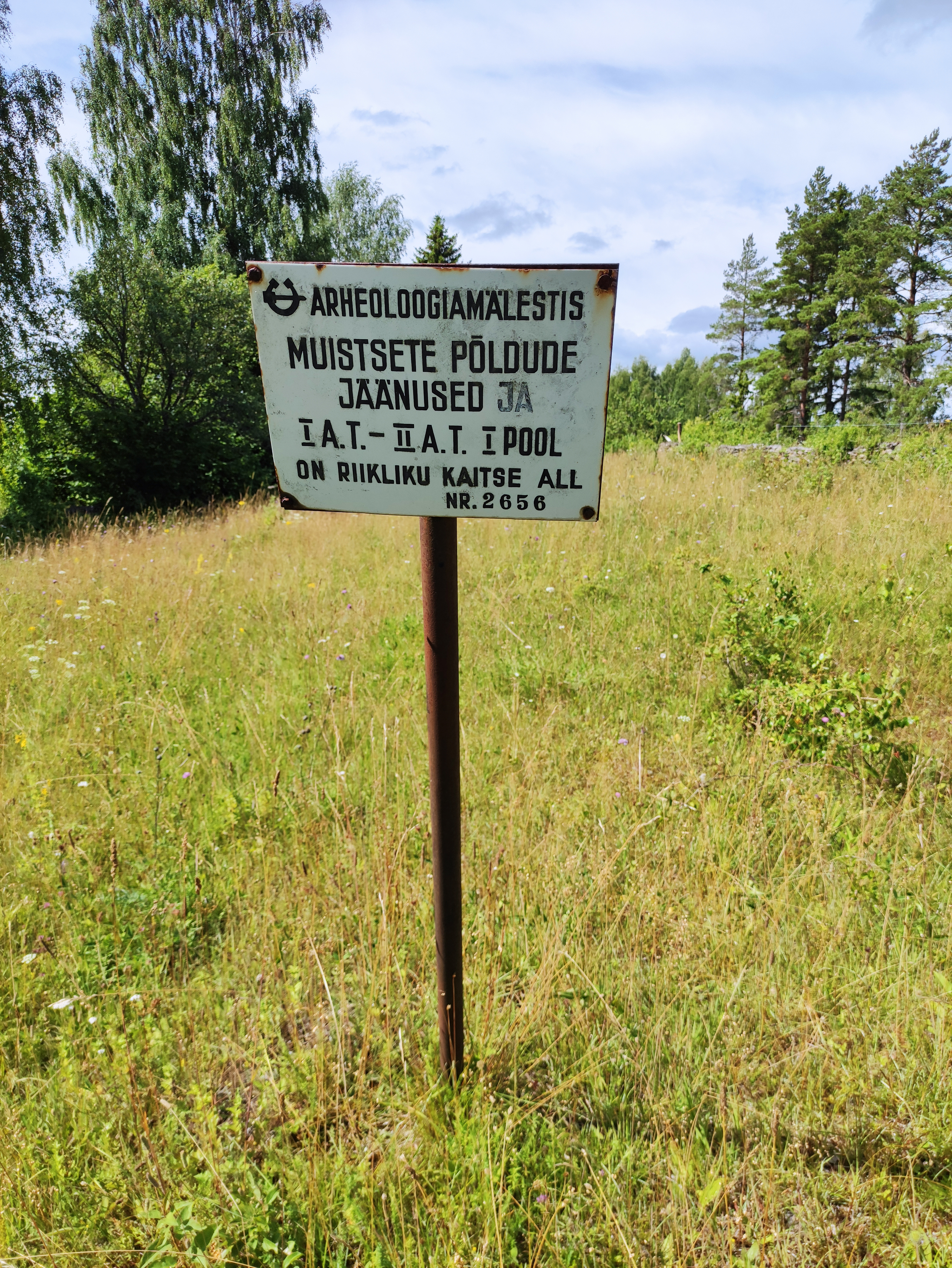
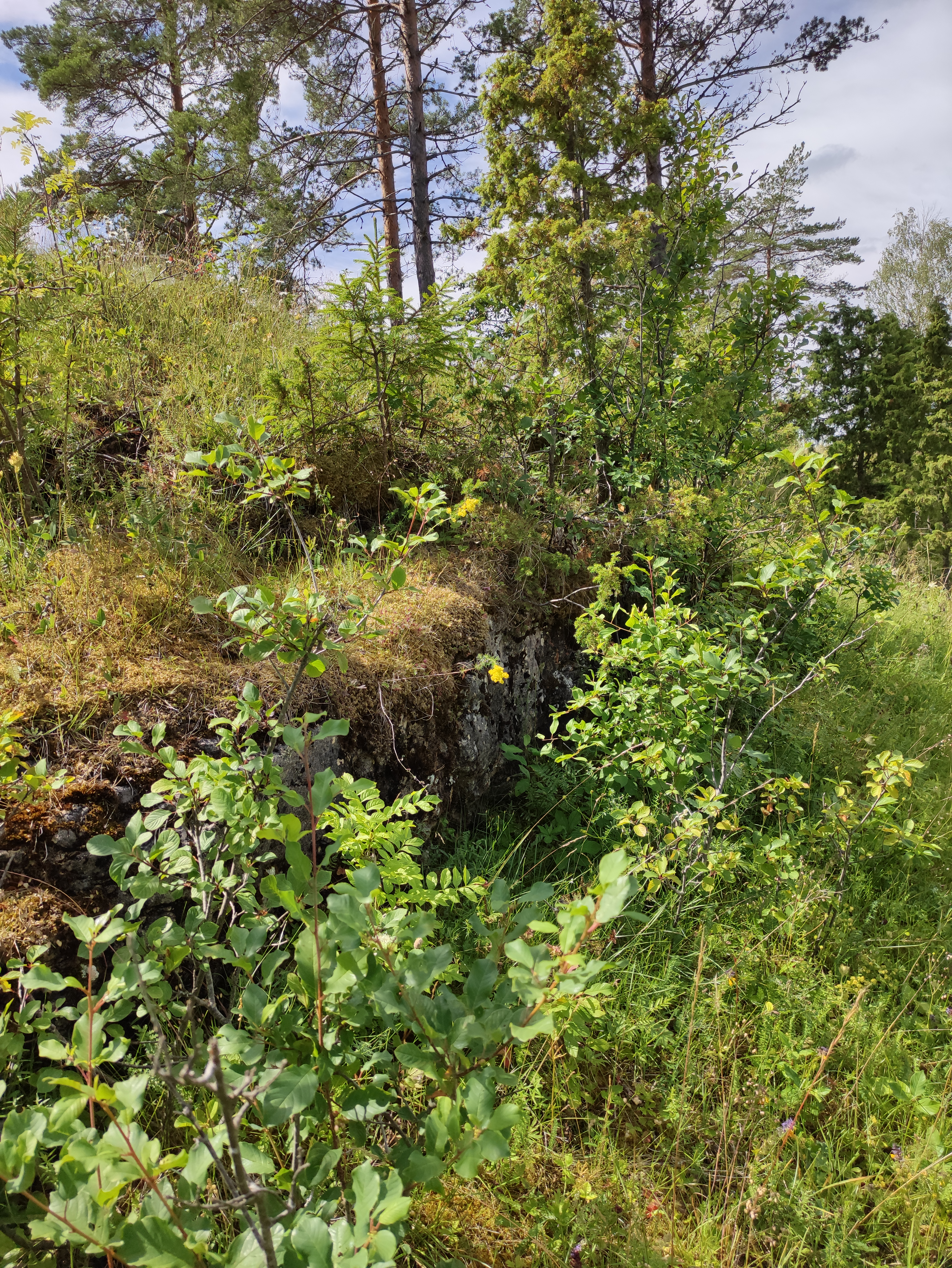